# Christopher Czerapowicz
Christopher Daniel Czerapowicz (* 15. September 1991 in Kortedala) ist ein schwedisch-US-amerikanischer Basketballspieler.

## Werdegang
Czerapowicz spielte als Jugendlicher in Schweden bis 2007 beim Kvarnby Basketbollklubb, dann bis 2010 beim Zweitligisten Sanda BG. Von 2010 bis 2014 studierte und spielte er im Herkunftsland seines Vaters, den Vereinigten Staaten, am Davidson College. In 121 Spielen für die Hochschulmannschaft erreichte er Mittelwerte von 8,3 Punkten und 4,2 Rebounds. Er traf 172 Dreipunktewürfe (Erfolgsquote: 34 Prozent).
Anfang September 2014 wurde er als Neuzugang vom italienischen Erstligisten Pistoia vermeldet, im November 2014 wechselte er zu den Södertälje Kings nach Schweden. 2015 und 2016 wurde Czerapowicz mit der Mannschaft schwedischer Meister, er steigerte seinen Punktedurchschnitt von 9,4 in der Saison 2014/15 auf 12,7 je Begegnung im Spieljahr 2015/16. Mit Södertälje sammelte er ebenfalls Europapokal-Erfahrung (EuroChallenge und FIBA Europe Cup).
Von Saisonbeginn 2016/17 bis Februar 2017 stand er in Diensten des polnischen Erstligisten Miasto Szkła Krosno, wechselte dann zu BC Andorra in die spanische Liga ACB. Bis zum Saisonschluss 2017 kam er in 16 Einsätzen auf 4,9 Punkte je Begegnung. Beim belarussischen Verein Tsmoki Minsk war Czerapowicz Leistungsträger, trat mit der Mannschaft auch in der Basketball Champions League sowie im FIBA Europe Cup an und spielte 2018/19 dann bei BK Nischni Nowgorod in Russland.
2019 kehrte er in die spanische Liga ACB zurück, stand zwei Jahre in Diensten von Obradoiro CAB, kam dort 2019/20 auf 8,8 und 2020/21 auf 7,9 Punkte je Begegnung. In der Sommerpause 2021 wechselte er zum Ligakonkurrenten CB Murcia, ehe er im Sommer 2022 nach Andorra (ebenso Liga ACB) zurückkehrte.
Im März 2024 wurde Czerapowicz vom polnischen Erstligisten GTK Gliwice verpflichtet.

### Nationalmannschaft
Im Sommer 2016 gab er seinen Einstand in Schwedens Herrennationalmannschaft, später stieg er zum Spielführer auf. Zuvor war er U16-, U18- und U20-Nationalspieler Schwedens und Mitglied der Studentennationalmannschaft, mit der er an der Universiade 2013 teilnahm.

## Familie
Seine Brüder David und Eddie schlugen ebenfalls Laufbahnen im Leistungsbasketball ein.
Sein aus den Vereinigten Staaten stammender Vater Daniel Czerapowicz war Basketballspieler und in Schweden und Norwegen später auch Trainer. Chris Czerapowicz’ Onkel und sein Großvater waren American-Football-Spieler in der NCAA.